# 彼得羅維奇-涅戈什王朝
彼得羅維奇-涅戈什王朝，蒙特內哥羅歷史上的一個王朝，1696年至1916年間統治蒙特內哥羅王國。自1711年，蒙特內哥羅實際上自鄂圖曼帝國獨立，但到1878年，蒙特內哥羅才獲得國際正式承認為獨立公國。